# Anacroneuria galba
Anacroneuria galba is een steenvlieg uit de familie borstelsteenvliegen (Perlidae). De wetenschappelijke naam van de soort is voor het eerst geldig gepubliceerd in 1960 door Jewett.